# Svratka (Žďár nad Sázavou-i járás)
Svratka település Csehországban, a Žďár nad Sázavou-i járásban. Svratka Křižánky, Březiny, Svratouch, Chlumětín, Pustá Rybná és Herálec településekkel határos. Lakosainak száma 1418 fő (2024. január 1.).

## Népesség
A település lakosságának változását az alábbi diagram mutatja:
| Lakosok száma | 1762 | 1883 | 1759 | 1516 | 1666 | 1592 | 1400 | 1403 | 1362 | 1418 |
|               | 1869 | 1890 | 1921 | 1950 | 1980 | 2001 | 2017 | 2019 | 2022 | 2024 |